# Атаки исламистов на военную базу Африканского союза в Могадишо
Атаки исламистов на базу Африканского союза в Могадишо — два террористических акта, осуществлённых террористами-смертниками из группировки Харакат аш-Шабаб против африканских миротворцев из АМИСОМ в 2009 году.

## 22 февраля 2009 года
2 террориста-смертника из Харакат аш-Шабаб взорвали заминированный автомобиль на военной базе АМИСОМ в Могадишо. 11 военнослужащих из Бурунди погибли, а 15 получили серьёзные травмы.

## 18 сентября 2009 года
21 человек погиб в Сомали после нападения террористов-смертников на военную базу Африканского союза. В результате взрыва двух заминированных автомобилей 17 миротворцев (5 из Уганды и 12 из Бурунди) и четыре гражданских лица погибли. 40 человек получили ранения.
Среди погибших оказался генерал вооружённых сил Бурунди Ювенал Нийоюнгуруза, а генерал вооружённых сил Уганды Натан Мугиша получил серьёзные ранения.
Ответственность за нападение на себя взяла исламистская военизированная группировка Харакат аш-Шабаб.